# Поппея Сабіна
Поппея Сабіна (30—65) — друга дружина римського імператора Нерона.

## Життєпис
Донька Тіта Оллія, квестора 30 року, та Поппеї Сабіни Старшої. Отримала ім'я на честь діда по материнській лінії, тому що у 31 році її батько був страчений за звинуваченням в участі у змові Сеяна. Відрізнялася рідкісною красою, була багата, розумна й освічена, але вела аморальний спосіб життя, причому у виборі чоловіків й коханців керувалася не почуттями, а користолюбством та владолюбством.
У 46 році вийшла заміж за вершника Руфрія Криспіна, префекта преторія. Мала від нього сина, згодом убитого Нероном. У 58 році розлучилася з чоловіком, який вже тоді втратив свою посаду, і вийшла заміж за Марка Сальвія Отона, наближеного імператора Нерона. Через нього Поппея отримала доступ в імператорський палац, де незабаром спокусила Нерона. Бажаючи позбутися суперника, Нерон відправив Отона до Лузітанії як намісника. Після цього Поппея стала коханкою імператора. Агріппіна, мати Нерона, категорично заперечувала проти розлучення Нерона з Октавією та його одруження з Поппеєю. За наполяганням останньої у 59 році Нерон організував вбивство власної матері.
У 62 році Нерон розлучився з Октавією, а незабаром одружився з Поппеєю Сабіною. За її намовою Октавія була звинувачена у перелюбі з рабом Евкером, вислана до Кампанії, де трималася під вартою. Несправедливість щодо Октавії, вельми популярної в народі, призвела до масових заворушень у Римі, в ході яких натовп скидав статуї Поппеї й знову споруджував статуї Октавії. Перелякана цим заколотом Поппея переконала Нерона в тому, що його влада знаходиться в небезпеці, й домоглася вторинного суду над Октавією та її заслання на о. Пандатерія, де вона невдовзі була вбита.
Поппея користувалася гарячою любов'ю Нерона, володіла значним впливом на нього й брала участь у прийнятті важливих державних рішень. Дружина імператора оточила себе надзвичайною розкішшю й вела вкрай марнотратний спосіб життя.
У 62 році Поппея зустрілася з Йосипом (згодом історик Йосип Флавій) і сприяла вдоволенню його клопотання стосовно звільнення юдейських священиків, заарештованих прокуратором Юдеї. Водночас вона домоглася, щоб Нерон дозволив зберегти стіну навколо єрусалимського храму, яку намісник розпорядився знести. Поппея цікавилася юдаїзмом та протегувала жидам. При цьому вона тримала в своєму оточенні халдеїв та астрологів. Згодом, у 64 році Поппея сприяла призначенню прокуратором Юдеї Гессія Флора, чоловіка її подруги Клеопатри, який допускав багато зловживань і пригноблював місцеве населення.
У січні 63 року в Анції Поппея народила Неронові доньку Клавдію. Тоді ж обом було присвоєно титул Августи. Однак на четвертому місяці дівчинка померла. У 65 році Нерон стратив першого чоловіка Поппеї Руфрія Криспіна за звинуваченням в участі у змові Пізона, однак насправді з особистої ненависті.
У 65 році Поппея знову завагітніла, але під час сімейної сварки п'яний Нерон вдарив дружину ногою у черево, що призвело до викидня та її смерті. Тіло Поппеї було не спалено, а забальзамовано й поховано в мавзолеї Августа. Сенат визначив Поппеї божественні почесті, а на її честь було побудовано храм.